# Euronext Brussels
Брюссельська фондова біржа була заснована в Брюсселі (Бельгія), указом Наполеона в 1801 році. 22 вересня 2000 року Брюссельська біржа злилася з Паризької біржею і Амстердамською фондовою біржею, утворивши Euronext — першу пан'європейську біржу. Після злиття була перейменована в Euronext Brussels. Найвідомішим індексом Брюссельської фондової біржі є BEL20.